# 自從最近
《自從最近》（拉丁語：Cum proxime）是教宗庇護十一世於1922年3月1日發佈的一道自動手諭，這份手諭確立教宗選舉秘密會議應於何時舉行。4位非歐洲的樞機未能參加同月2月舉行的選舉秘密會議（庇護十一世於該場選舉秘密會議中當選），當中3人在選舉秘密會議完結後才到場，另外一人則沒有前往選舉會場。庇護十一世藉着這份手諭而將教宗離世至舉行選舉秘密會議之間的時間延長，令更多樞機可以參加選舉秘密會議。

## 背景
由於有一些樞機前往選舉會場時遇到困難，所以45位樞機裡只有35人參與1799年至1800年的選舉秘密會議。若望·麥克洛斯基樞機於1878年的時候為參加選舉秘密會議而於2月9日乘船離開紐約，他於同月23日到達羅馬。然而選舉秘密會議已於2月20日完結。雅各伯·吉本斯樞機因為預料到教宗良十三世即將離世而在法國等待他離世，《紐約時報》預料他能夠參加1903年教宗選舉秘密會議。同樣前往參加該場選舉秘密會議的悉尼總教區總主教巴特利爵·方濟各·莫蘭樞機於同年7月9日離開澳洲，《紐約時報》相信他不能在8月20日到場。11年後，巴爾的摩總教區總主教吉本斯和波士頓總教區總主教威廉·亨利·奧康內爾樞機因交通問題而無法出席選舉秘密會議，魁北克總教區總主教類斯-納匝略·貝甘比他們更遲到場。布宜諾斯艾利斯的若亞敬·阿爾科韋爾德·德·阿爾布克爾克爾·卡瓦爾坎蒂樞機並沒有出發參與1922年舉行的選舉秘密會議。同年3位缺席的非歐洲樞機包括費城總教區總主教特尼斯·若瑟·多格蒂以及缺席1914年選舉秘密會議的奧康內爾和貝甘。當奧康內爾於2月6日到達梵蒂岡的時候，新教宗庇護十一世正跟信眾會面。貝甘和多格蒂均認為自己無法趕及在選舉秘密會議完結前到場，兩人最後在一艘船上得知新教宗已被選出。他們於2月9日到達羅馬。
樞機團於1922年討論是否取消有關選舉秘密會議舉行日期的規定。三分之二的非意大利樞機和部分意大利樞機為了希望讓最少一位來自美洲的樞機參與而提議延遲舉行選舉秘密會議。匈牙利首席主教若望·切爾諾奇樞機向其他樞機說「美洲是教會的一部分」，他指「不讓美洲參與教宗選舉秘密會議之舉將會演變為一場災難」，亦指此舉會「令美洲人民強烈反應」及「損害他們的自尊和尊嚴」。費德廉·古斯塔夫·皮夫爾樞機「根據選舉秘密會議的規定」而反對選舉秘密會議在沒有美洲人參與下召開。

## 發佈自動手諭
1922年教宗選舉秘密會議完結後，有關為等待美國的樞機到場而延遲舉行選舉秘密會議的爭議繼續。類斯·呂松、類斯-埃內斯特·迪布瓦斯、伯多祿·昂德里厄和類斯-若瑟·莫蘭4位樞機於1922年2月8日提出要求修改相關規定，允許以確保來自北美洲和南美洲的樞機能夠參與選舉秘密會議為由而令其無限期延遲舉行。帶領意大利樞機反對延遲舉行選舉秘密會議的伯多祿·加斯帕里樞機為了這個修例要求而支持修改教宗樞密會議議程。
教宗庇護十一世於2月28日接見威廉·亨利·奧康內爾樞機。庇護十一世表示「再不會有人航行五千多英里後而無法及時到達羅馬參加選舉秘密會議」，亦認為「美國太重要了，不能好像以前那樣被忽視」及承諾「對上一次選舉秘密會議中發生的事情不會再發生」。
庇護十一世於1922年3月1日發佈自動手諭《自從最近》，他在手諭中提及對上一次的選舉秘密會議及表示有些樞機要求更改選舉規例。於是他將選舉秘密會議於宗座出缺後10天開始的規例改成宗座出缺15天後舉行，並允許樞機團將舉行日期延後至宗座出缺後第18天。除此之外，他亦制訂每名樞機選舉人可以攜帶的助手數目及選舉秘密會議禮儀事宜。

## 後續發展
當下一次選舉秘密會議於1939年舉行的時候，樞機團等待了18天才舉行選舉秘密會議。全部62位樞機均有參加該次選舉秘密會議，當中包括來自美洲的樞機。《紐約時報》在1958年教宗選舉秘密會議舉行前的報導指「相比上一代，紐約總主教現在可以比巴勒莫總主教更快到達羅馬」。教宗保祿六世於1975年將舉行選舉秘密會議的限期延長至宗座出缺後20天。

### 引用
1. 1 2  Miranda, Salvador. . Florida International University.   [2019-01-11]. （原始内容存档于2019-01-11） （英语）.
2. ↑  Adams, John Paul. . California State University, Northridge. 2015-09-29  [2019-01-11]. （原始内容存档于2019-01-11） （英语）.
3. ↑   (PDF). The New York Times. 1878-02-10  [2019-01-11]. （原始内容 (PDF)存档于2021-07-01） （英语）.
4. ↑   (PDF). The New York Times. 1878-02-24  [2019-01-11]. （原始内容 (PDF)存档于2021-07-01） （英语）.
5. 1 2   (PDF). The New York Times. 1903-07-10  [2019-01-11]. （原始内容 (PDF)存档于2021-07-01） （英语）.
6. ↑   (PDF). The New York Times. 1903-07-22  [2019-01-11]. （原始内容 (PDF)存档于2021-07-01） （英语）.
7. ↑   (PDF). The New York Times. 1903-07-30  [2019-01-11]. （原始内容存档 (PDF)于2020-03-24） （英语）.
8. ↑  Chadwick, Owen. . Oxford University Press. 2003: 336  [2019-01-11]. （原始内容存档于2020-06-07） （英语）.
9. ↑  Burkle-Young, 2000, p. 103.
10. ↑  . Florida International University.   [2019-01-11]. （原始内容存档于2019-01-11） （英语）.
11. 1 2   (PDF). The New York Times. 1922-02-07  [2019-01-11]. （原始内容存档 (PDF)于2018-09-15） （英语）.
12. ↑   (PDF). The New York Times. 1922-01-29  [2019-01-11]. （原始内容 (PDF)存档于2021-07-02） （英语）.
13. 1 2 3 4   (PDF). The Associated Press. 1922-02-10  [2019-01-11]. （原始内容 (PDF)存档于2021-07-01） –The New York Times （英语）.
14. ↑  Aradi, Zsolt. . Hanover House. 1958: 126  [2019-01-12] （英语）.
15. ↑  Burkle-Young, 2000, pp. 138-139.
16. ↑   (PDF). The Associated Press. 1922-03-01  [2019-01-12]. （原始内容 (PDF)存档于2021-07-01） –The New York Times （英语）.
17. ↑  Pius PP. XI. . Libreria Editrice Vaticana. 1922-03-01  [2019-01-12]. （原始内容存档于2019-01-12） （意大利语）.
18. ↑  Guruge, Anura. . WOWNH LLC. 2010: 246  [2019-01-20]. （原始内容存档于2020-06-07） （英语）.
19. ↑  Miranda, Salvador. . Florida International University.   [2019-01-19]. （原始内容存档于2019-01-19） （英语）.
20. ↑  Cortesi, Arnaldo. . The New York Times. 1958-10-12  [2019-01-12]. （原始内容存档于2020-06-07） （英语）.
21. ↑  Pham, John-Peter. . Oxford University Press. 2004: 84  [2019-01-19]. （原始内容存档于2020-06-07） （英语）.

### 來源
- Burkle-Young, Francis A. . Lexington Books. 2000  [2019-01-11]. （原始内容存档于2020-06-07） （英语）.